# Aristide Ratti
Aristide Ratti (Lecco, 7 giugno 1982) è un ex ciclista su strada italiano.

## Carriera
Nato nel 1982 a Lecco, da under-23 ed élite ottiene diverse vittorie, le principali il Giro del Casentino e il Trofeo Comune di Acquanegra sul Chiese da under-23 nel 2003 con la Bottoli-Artoni. Nello stesso 2003 viene convocato in nazionale Under-23 sia agli Europei di Atene (14º nella gara in linea di categoria) sia ai Mondiali di Hamilton (21º sempre nella gara in linea di categoria).
Nel 2008, a 26 anni, passa professionista con la squadra Continental dell'A-Style-Somn. Rimasto con la stessa squadra, diventata Carmiooro nel 2009, nel 2010 partecipa alla Milano-Sanremo, arrivando 132º, e al Giro di Lombardia, ritirandosi.
Chiude la carriera al termine della stagione 2012, a 30 anni, dopo un'annata al Team Wit e una al Team Idea.

## Palmarès
- 2002 (under-23)

Memorial Enrico Panicali
- 2003 (under-23)

Giro del Casentino
Coppa d'Inverno
Trofeo Comune di Acquanegra sul Chiese
- 2004 (under-23)

Giro della Valsesia
Trofeo G.S. Gavardo Tecmor
Coppa d'Inverno
- 2005 (élite)

Medaglia Oro Angelo Fumagalli a.m.
Trofeo Holcim
- 2006 (élite)

Trofeo Petroli Firenze - Memorial Corrado Pelatti
- 2007 (élite)

Gran Premio Colli Rovescalesi
G.P. Sportivi di Podenzano - Trofeo A. Biondi

## Piazzamenti

### Classiche monumento
- Milano-Sanremo

2010: 132º
- Giro di Lombardia

2010: ritirato

### Competizioni mondiali
- Campionati del mondo

Hamilton 2003 - In linea Under-23: 21º

### Competizioni europee
- Campionati europei

Atene 2003 - In linea Under-23: 14º